# Coppa Italia 2016 (pallacanestro femminile)
La Coppa Italia 2016 è stata la 31ª edizione del trofeo (denominato Anthea Cup per motivi di sponsorizzazione) riservato alle società del campionato italiano di Serie A1 di pallacanestro femminile. Organizzato dalla LegA Basket Femminile, si è disputata il 2 e 3 aprile 2016 a Schio.
La Lega, per il quarto anno consecutivo, ha adottato la formula della Final Four alla quale prendono parte le prime quattro squadre classificate in Serie A1 al termine del girone d'andata, ovvero: Passalacqua Ragusa, Gesam Gas Lucca, Famila Wüber Schio, Umana Reyer Venezia.
Il trofeo è stato conquistato per la prima volta nella storia dalla Passalacqua Ragusa, che nella finale ha superato la Famila Wüber Schio.

## Risultati

### Tabellone
|  | Semifinali    | Semifinali    | Semifinali   |              |               | Finale        | Finale | Finale |  |
|  |               |               |              |              |               |               |        |        |  |
|  | Eirene Ragusa | Eirene Ragusa | 63           |              |               |               |        |        |  |
|  | Eirene Ragusa | Eirene Ragusa | 63           |              |               |               |        |        |  |
|  | Reyer Venezia | Reyer Venezia | 58           |              |               |               |        |        |  |
|  | Reyer Venezia | Reyer Venezia | 58           |              | Eirene Ragusa | Eirene Ragusa | 70     |        |  |
|  |               |               |              |              | Eirene Ragusa | Eirene Ragusa | 70     |        |  |
|  |               |               | Famila Schio | Famila Schio | 67            |               |        |        |  |
|  | Famila Schio  | Famila Schio  | Famila Schio | Famila Schio | 67            | 68            |        |        |  |
|  | Famila Schio  | Famila Schio  |              |              |               |               |        |        |  |
|  | Le Mura Lucca | Le Mura Lucca | 60           |              |               |               |        |        |  |

### Semifinali
| Schio 2 aprile 2016, ore 17:00 CEST                   | Passalacqua Ragusa | 63 – 58 (27-11, 41-27, 54-39) referto | Umana Reyer Venezia | Palasport Livio Romare |
| \| \| \| \| \| Brunson 16 \| Punti \| 16 Růžičková \| |                    |                                       |                     |                        |
|                                                       |                    |                                       |                     |                        |
| Brunson 16                                            | Punti              | 16 Růžičková                          |                     |                        |

| Schio 2 aprile 2016, ore 19:15 CEST                         | Famila Wüber Schio | 68 – 60 (16-12, 34-30, 50-40) referto | Gesam Gas&Luce Lucca | Palasport Livio Romare |
| \| \| \| \| \| Macchi, Yacoubou 13 \| Punti \| 29 Harmon \| |                    |                                       |                      |                        |
|                                                             |                    |                                       |                      |                        |
| Macchi, Yacoubou 13                                         | Punti              | 29 Harmon                             |                      |                        |

### Finale
| Schio 3 aprile 2016, ore 18:00 CEST                          | Passalacqua Ragusa | 70 – 67 (19-18, 45-43, 56-53) referto | Famila Wüber Schio | Palasport Livio Romare |
| \| \| \| \| \| Brunson, Little 22 \| Punti \| 20 Yacoubou \| |                    |                                       |                    |                        |
|                                                              |                    |                                       |                    |                        |
| Brunson, Little 22                                           | Punti              | 20 Yacoubou                           |                    |                        |

## Squadra vincitrice
Passalacqua Ragusa: Chiara Consolini, Gaia Gorini, Lia Valerio, Maja Erkič, Monique Ngo Ndjock, Débora González, Jenifer Nadalin, Camille Little, Rebekkah Brunson,  Milica Mićović. Allenatore: Gianni Lambruschi.

## Coppa Italia di Serie A2
La LegA Basket Femminile ha organizzato inoltre la 19ª edizione della Coppa Italia di Serie A2, competizione riservata alle società del campionato italiano di Serie A2. Anche per questo trofeo è stata scelta la formula della Final Four riservata alle squadre che hanno concluso nei primi due posti il girone d'andata della stagione regolare dei due gironi in cui è suddiviso il campionato. Le partite si sono disputate il 5 e il 6 marzo al Palaverde Gianni Brera di  Broni. Il titolo è andato, per la prima volta nella storia di questa competizione, alle padrone di casa della OMC Cignoli Broni.

### Tabellone
|  | Semifinali          | Semifinali          | Semifinali  |             |                | Finale         | Finale | Finale |  |
|  |                     |                     |             |             |                |                |        |        |  |
|  | Cest. Spezzina      | Cest. Spezzina      | 52          |             |                |                |        |        |  |
|  | Cest. Spezzina      | Cest. Spezzina      | 52          |             |                |                |        |        |  |
|  | B.T. Crema          | B.T. Crema          | 47          |             |                |                |        |        |  |
|  | B.T. Crema          | B.T. Crema          | 47          |             | Cest. Spezzina | Cest. Spezzina | 48     |        |  |
|  |                     |                     |             |             | Cest. Spezzina | Cest. Spezzina | 48     |        |  |
|  |                     |                     | Pall. Broni | Pall. Broni | 77             |                |        |        |  |
|  | Pall. Broni         | Pall. Broni         | Pall. Broni | Pall. Broni | 77             | 72             |        |        |  |
|  | Pall. Broni         | Pall. Broni         |             |             |                |                |        |        |  |
|  | Bonfiglioli Ferrara | Bonfiglioli Ferrara | 56          |             |                |                |        |        |  |